# کولی‌های ایران

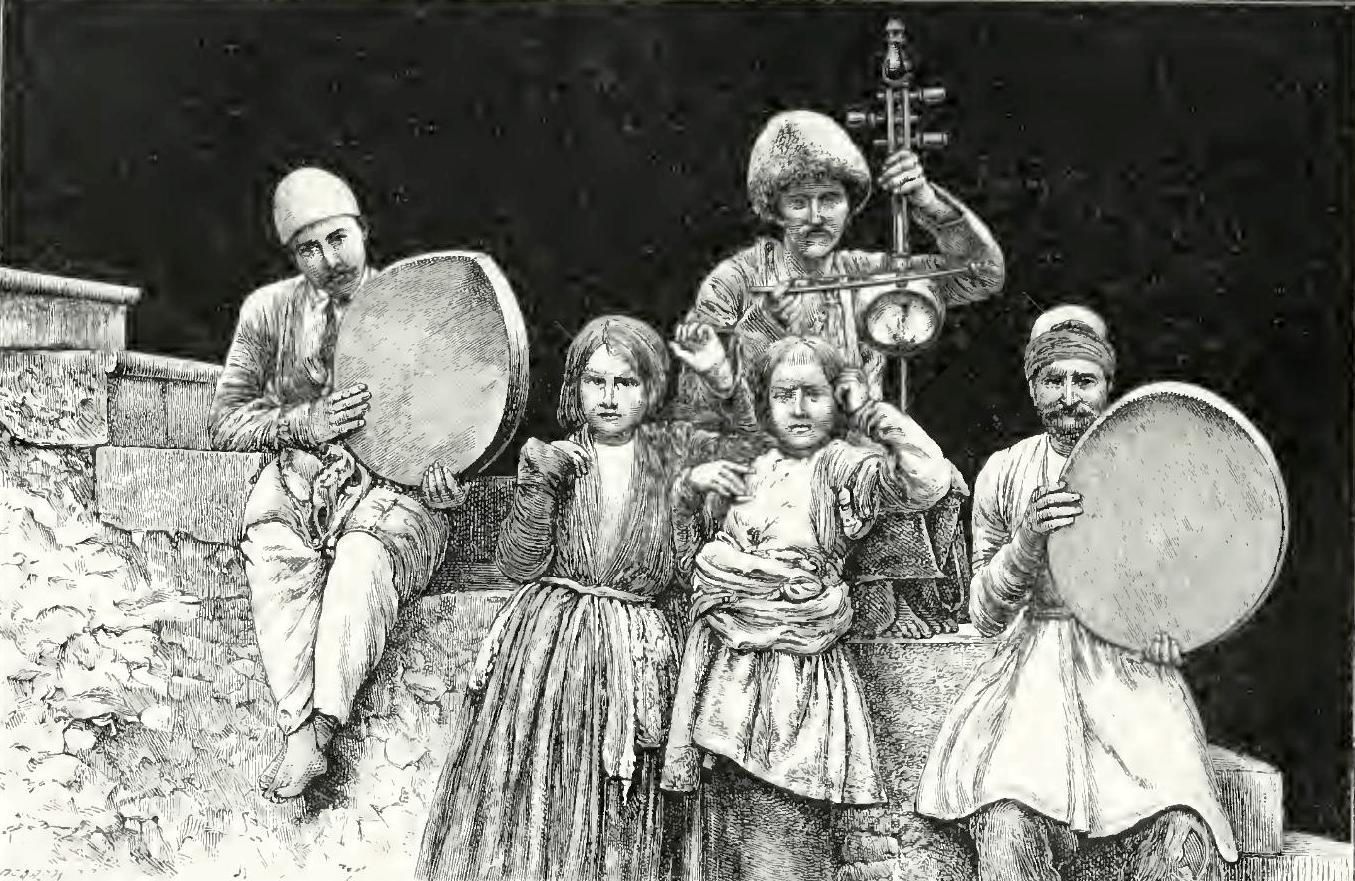
نوازندگان کولی ایرانی در سوانتی (در گرجستان امروزی). از کتاب Savage Svânetia (سوانتی وحشی). نوشته کلایو فیبیپس-ولی (Clive Phillips-Wolley). ۱۸۸۳.

کولی‌های ایران یکی از جوامع و گروه‌های قومی ساکن در کشور ایران هستند. مردم کولی در مناطق مختلف ایران پراکنده هستند. این مردم تأثیر و تأثر فرهنگی و هنری بارزی در ایران داشته‌اند. آن‌ها در مقاطعی خاص از تاریخ ایران در حفظ، احیاء و اشاعهٔ تعدادی از هنرهای ملی و بومی نقش مهمی ایفا نموده‌اند. ایفای چنین نقشی که از موقعیت حرفه‌ای آنان ناشی می‌شده در تداوم برخی هنرها از جمله موسیقی، رقص و نمایش تأثیر قابل به جای گذاشته و در پاسداری از آن سهم بسزایی داشته‌است.
روزگاری کولی‌ها از هند وارد شدند و بعدها در عراق و آذربایجان و کردستان نیز ساکن شدند. سرجان ملکم در حاشیه تاریخ ایران می‌نویسد که دائماً در آذربایجان با «اوبه» های کوچکی از کولی‌ها برخورد داشته و عادات این قوم مثل کولی‌های آواره انگلستان بوده‌است. مردم ایران به آن‌ها «قاراچی» می‌گفتند که در زبان ترکی به معنی «آدمهای سیاه‌باز یا سیاه‌کار» بود، که احتمالاً برگرفته از مراسم آن‌ها یا شغل آهنگری فصلی آنان بوده‌است.

## نام
در ایران به کولی‌ها، لولی هم گفته می‌شود که ریشۀ این واژه نامعلوم است. اولین اشاره به این نام، مربوط به دورهٔ ساسانیان است؛ در این دوره طبق اسناد بهرام گور دستور داد تا هزاران موسیقی‌دان را از هندوستان به ایران بیاورند. نام این نوازندگان هم به صورت کولی، کاولی هم به صورت لولی آمده‌است و ریشهٔ تاریخی‌شان به دوران هخامنشیان بازمی‌گردد که در آن بسیاری از موسیقی‌دانان این تمدن در منطقهٔ هندوستان ساکن بودند.
این مردم در ایران به نام‌های «کولی»، «غربتی» و «قِرِشمال» به معنی کولی‌های غیرقابل شمارش شناخته می‌شدند و امروزه با گذشت ۱۱۰۰ سال از کوچ آنها از شمال هند، در ایران قومی ایرانی شناخته می‌شوند.
- در خراسان: غربتی
- در چهارمحال: غربتی

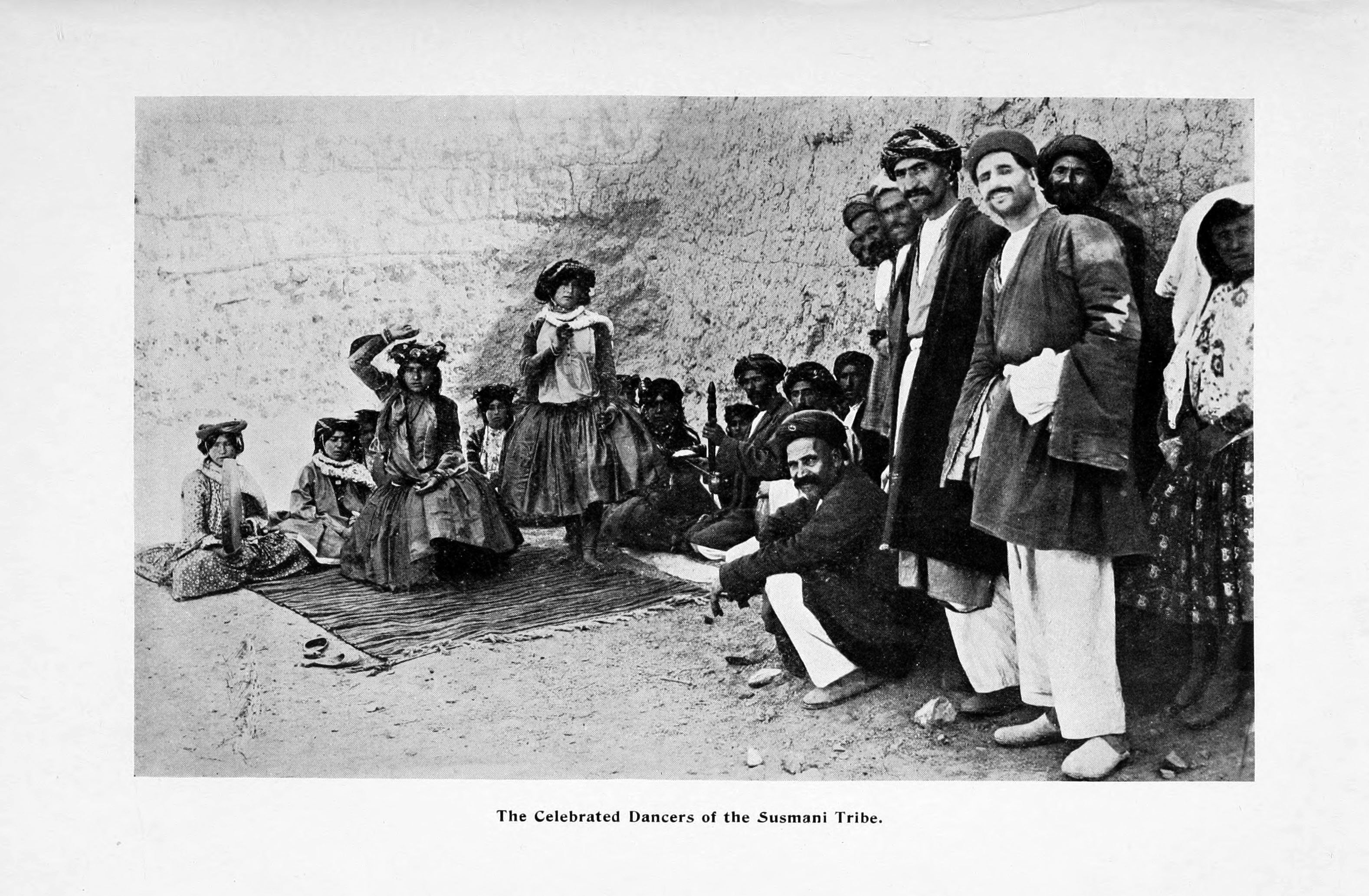
رقاصه‌های سوزمانی (اواخر قاجار)

- در کردستان: سوزمانی، قه‌ره‌چی، دۆم، خەڕات
- در کرمانشاه: قه‌ره‌چی، کاولی
- در آذربایجان: قاراچی
- در لرستان: کاولی
- در مازندران و گرگان: با عناوین گودار (گدار)، جوگی، جوکی، افشار یا اِلیات شناخته می‌شوند.
- در خوزستان: کولی و غربتی
- در قم: کولی و غربتی
- در جنوب فارس: لولو و گاگُلَک
- در کهگیلویه: غربتی
- در شیراز: کولو [Kulu]، غربتی، غربتو و لولی
- در استان فارس و تهران: غربال‌بند
- در کرمان: لولی و سوری
- در سیستان: چلی، تورتبیل
- در بلوچستان: لوڑی، گلام، کم‌زات، چِلّی
- در بوشهر: کولی و غربتی
- در هرمزگان:گُواز

همچنین با توجه به اینکه پیشه آهنگری حرفه بسیاری از کولیان ایران است در برخی بخش‌های ایران به ایشان چلنگر هم گفته می‌شود.
در عراق «غربت» و «کولی» و در هندوستان به آن‌ها «کاولی» می‌گویند و در ایران با حذف «الف»، کولی نامیده می‌شوند؛ ولی بعضی نقاط ایران همان کاولی می‌گویند. لغت «قرشمال» که در خراسان رایج است به معنی «غیرشمار» یا «بی‌شمار» یا «در شمار غریبه‌ها» به کار می‌رود. «قراچی» به معنی سیاه‌چادر به خاطر سیاهی پوست کولی‌ها و در واقع همان سیاه ترکیست. در عربی به آن‌ها «غجر» می‌گویند که تصیف کلمه «کوچر» است.
طبق دانشنامه ایرانیکا ، واقعیت این است که تقریباً در همه جای ایران گروه‌هایی با ویژگی‌های مشابه کولی‌ها وجود دارد، اما آنها را با نام‌های متفاوتی می‌خوانند که گاهی به منشأ جغرافیایی یا قومی، گاهی موقعیت اجتماعی و گاهی به حرفه آنها اشاره می‌کند: لوری (بلوچستان، مرکز، با اهالی لرستان اشتباه نشود) ، لوطی (کرمان، لرستان، نباید با اوباش شهری قرن نوزدهم اشتباه شود، رجوع کنید به Migeod، 1959)، لولی (چند مکان).

## پیشینۀ کولی‌ها در ایران
از آنچه که منابع قدیمی بازگو می‌کنند چنین برمی آید که بهرام گور برای شاد داشت مردم و اینکه آنان از رامشگران بی‌بهره نباشند چندین هزار تن رامشگر را از هند به ایران آورده‌است. تعداد این کولی‌ها را فردوسی دوازده هزار نفر، ثعالبی چهار هزار نفر و نظامی شش هزار نفر ذکر کرده‌است.
حمزهٔ اصفهانی این ماجرا را چنین بازگو می‌نماید: «بهرام گور فرمان داد که مردمان نیمی از روز را کار کنند و نیم دیگر را به آسایش و خوردن و خوش‌گذرانی بپردازند و بی‌خُنیاگران و کولیان شراب ننوشند. بدین سان خُنیاگران گران ارجدار شدند و مُزد هر دستی از آنان به صد درهم رسید. بهرام، روزی گروهی از مردم را دید که خوش‌گذرانی نمی‌کردند. گفت: مگر من شما را از پرهیزِ خوشدلی و پایکوبی بازنداشتم؟ آن مردم در پیش او به خاک افتاده و گفتند: رامشگران خواستیم به زیاده از سد درهم، ولی نیافتیم. فرمان داد تا دوات و خامه (قلم) و صحیفه آوردند و به پادشاه هند نامه نوشت و از وی رامشگران و خُنیاگران خواست. وی دوازده هزار تن فرستاد. بهرام آنان را به شهرها و پیرامون کشور خود بپراکند، و شمار آنان به تناسل بیشتر شد.
حمدالله مستوفی این داستان را این‌گونه می‌گوید: «در زمان بهرام کار مطربان بالا گرفت، چنان‌که مطربی روزی به صد درم قانع نمی‌شد. بهرام گور از هندوستان دو هزار لوطی جهت مطربی بیاورد و نسل ایشان هنوز در ایران مطربی کنند.»
فردوسی در اینباره می‌گوید که بهرام هر کدام از ایشان را گندم و گاو و الاغ داد تا کشاورزی کنند و تودهٔ مردم را رایگان رامشگری کنند؛ ولی آنان که اهل کار برزیگری نبودند، گندم و گاو را خوردند و تنها خر برایشان ماند و بهرام چون چنین دید، گفت که بار و بنه بر خر نهید و رود و بربط برگیرید و دوره‌گردی کنید و خوش باشید و تودهٔ مردم را نیز خوشدل نمایید. این تیره در شاهنامه و چند بن مایهٔ دیگر لولی یا کوچی نامیده شده‌اند و نیای مردمی به‌شمار می‌آیند که امروزه در ایران و سراسر جهان پراکنده‌اند.
در منابع دیگری آمده‌است که کولی‌ها در عهد ولید بن عبدالملک، خلیفه اموی به ایران و بین‌النهرین آمدند. این کولی‌ها از حوالی رود سند سفلی، به طرف فرات یا دجله آمدند و به محض این که مستقر شدند، به دزدی و راهزنی و قتل پرداختند و راه بصره و بغداد را بستند و قیمت خواربار، بالا رفت و مردم در فشار قرار گرفتند. خلفا ناچار بودند پیوسته سربازانی را برای سرکوبی آن‌ها بفرستند. سرداران مأمون از این مردم شکست خوردند و معتصم، سرلشکری عرب به نام عجیف را که مورد اعتمادش بود مأمور سرکوبی کولی‌ها کرد و بالاخره در سال ۲۲۰ ه‍.ق توانست راه‌های ارتباطی آن‌ها را ببندد و آن‌ها را وادار به تسلیم کند. مردم بغداد که از این پیروزی بسیار شاد شده بودند، با دیدن کولی‌ها که وادارشان کرده بودند با لباس‌های مخصوص خود در قایق‌هایی بنشینند و ساز بزنند و آواز بخوانند، شاهد انتقال آن‌ها به خانقین و سپس به مرزهای سوریه بودند. کولی‌ها هر جا رفتند گاومیش‌هایشان را هم بردند و می‌توان گفت که تکثیر گاومیش در خاور نزدیک و اروپا به دست کولی‌ها بوده‌است.
در منابع تاریخی مربوط به دوره افشار نیز اطلاعاتی در اینباره وجود دارد. تاریخ نادرشاهی از هنرمندانی سخن به میان می‌آورد که همراه با غنایم نادرشاه از هند آورده شدند. کتاب یادشده در اینباره می‌نویسد: «نادرشاه صد تن از خواجه‌سرایان، صد و سی نویسنده، هزار و دویست آهنگر، سیصد بنا، صد سنگتراش و دویست و بیست درودگر به قندهار فرستاد و نقشه شهر جهان‌آباد را برداشتند و برای سرگرمی سپاهیان چندین دسته از خنیاگران و نوازندگان و بازیگران را نیز از هند به ایران آوردند.»

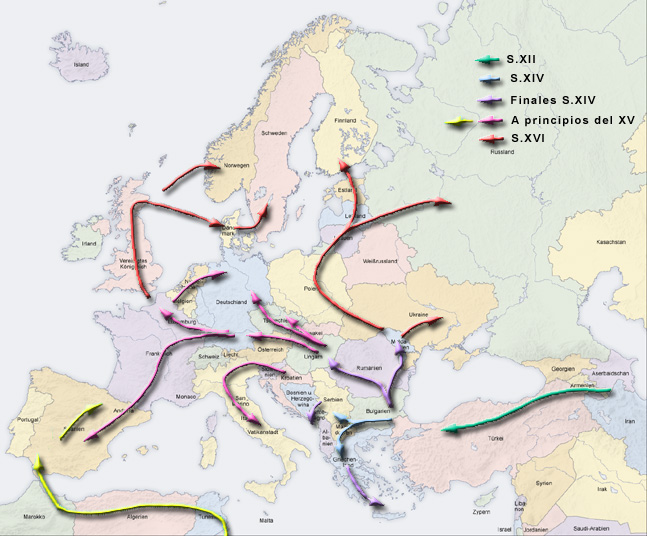
نقشه مسیر مهاجرت کولی‌ها از ایران به شمال آفریقا و سپس به تمام نواحی اروپا

نیز در عالم آرای نادری آمده‌است: «این هنرمندان که به میل خود در ایران می‌زیسته‌اند، ضمناً وظیفه‌دار آموزش و فنون خویش به عملهٔ طَرَب ایران بوده‌اند»
همچنین در کتاب جهانگشای نادری آمده‌است: «جمعی از اربابان طَرب هندی که در سِلک مطربان سرکار انتظام داشته‌اند، چون جمعی را قانون سازندگی و فنون نوازندگی به طریق هند آموخته و در رقص و رامشگری ماهر ساخته بودند، لذا ایشان را نیز مرخص ساخته و فرستادند.»
تعدادی از سفرنامه‌های مربوط به دوران معاصر نیز اطلاعات چندی را دربارهٔ کولی‌ها در اختیار می‌نهند. رابینو درسفرنامه خود که به سال ۱۸۳۹ میلادی نگاشته شد، راجع به اقوام ساکن در شمال ایران از برخی خانوارهای گودر، بنکشی، کراچی یا کولی‌ها یاد می‌کند که هندی الاصل هستند. همچنین
جی پی تیت انگلیسی در یادداشت‌های سفر به ایران که به سال ۱۸۷۴ میلادی نگاشت از خانوارهای کولی در ایران یاد کرده و آراء نه چندان مستدلی را در مورد اصل و نسب و حرفه آنان ارائه می‌نماید.

## زبان
ریشه اصلی زبان کولی‌ها سنسکریت و برخی زبان‌های بومی هند همچون گویش بنگالی و گجراتی است که به مرور با زبان فارسی و گویش‌ها و لهجه‌های محلی ایران آمیخته شد. آنان هنوز هم در محاوره‌های درون قومی خود از همین زبان استفاده می‌کنند. زبان برخی از آن‌ها غربتی نامیده می‌شود.

## پراکنش کولی‌ها در ایران

### غربتی‌های شهرکرد
کولی‌ها که در شهرکرد با نام غربتی شناخته می‌شوند به‌طور پراکنده زندگی می‌کنند.

### کاولی لرستان
در استان لرستان که دو زبان لکی و لری رایج هستند، کولی ها را تحت نام هایی چون کاولی، کولی، قره چی ، گورونی  می‌شناسند اما معمولاً کاولی کاربرد بیشتری دارد.
کولی‌های لرستان در گروه گورنی‌ها شناخته می‌شوند، در کنار ایلات و عشایر لرستان استقرار داشته و ضمن نواختن ساز و دهل موسیقی در داوِت [dawet] (عروسی) و چَمَر[čæmær] (مجلس ختم) و با ساخت انواع وسایل کشاورزی از جمله غربال، داس، انواع آشیر (وسیله باد دادن خرمن جهت جدا کردن دانه از کاه) و نیز سلاح‌های گرم دست‌ساز با عشایر وارد مبادله اقتصادی نیز می‌شدند. علاوه بر آن به کشاورزی بسیار محدودی در زمین‌های نامرغوب پر شیب که حق مالکیتی نسبت به آن نداشته نیز مشغول بوده اند؛ که در جریان اصلاحات ارضی، زمین‌های یاد شده ملی و مرتع اعلام شده و از کشاورزی در آن‌ها جلوگیری شد. گورنی‌ها سابقه حضور خود در لرستان را به حدود هفتاد سال پیش برمی‌گردانند. آن‌ها از کرمانشاه به این منطقه نقل مکان کرده اند، انتقال درابتدا به صورت دوره‌گردی بوده‌است که پس از آن در کنار برخی از طوایف ساکن شده و به کار خراطی و ساخت ابزار آلات کشاورزی مشغول شده‌اند. همکاری در امور زراعی با طوایف دیگر که این کارها معمولاً در مقابل دستمزد که اغلب به صورت کالا پرداخت می‌شد از دیگر فعالیت‌های کولی‌ها بوده‌است
امروزه در شهر خرم‌آباد کولی‌ها درمحله‌های حاشیه‌ای شهر زندگی می‌کنند. آن‌ها در این محله‌ها در راسته‌هایی مشخص و در کنار یکدیگر ساکن می‌باشند. محله کورش و محله باجگیران که هر دو از نظر موقعیت شهری در حاشیه و از نظر ارزش مادی زمین در سطح پایینی هستند، دو منطقه اصلی سکونت کولی‌ها است. در این محله‌ها معمولاً کولی‌ها در نامناسب‌ترین نقاط محله مانند دره کورش در حاشیه جویباری فصلی یا قسمت پرشیب محله باجگیران که به خاطر خاک سفیدش به گِلسفید مشهور است قرار دارند. این مکان‌ها فاقد راه دسترسی مناسب و امکانات شهری هستند و این ویژگی‌ها سبب بروز مسائل اجتماعی مانند اعتیاد، فقر، روسپی‌گری و … در میان ساکنان این مناطق شده‌است.
کولی‌ها علاوه بر خاستگاه قومی متفاوت دارای زبان خاص خود می‌باشند. آن‌ها به زبان خود نام رمزی را نسبت می‌دهند. منظور از این نام ناشناختگی آن برای افراد خارج از گروه و رمزبودگی این زبان برای افراد خودی جهت انتقال مفاهیم و پیام‌های خاص گفته شده‌است. امان الهی بهاروند و نوربک (۱۹۷۵) با مقایسه چندین واژه از زبان کولی و زبان لری و زبان فارسی به این نتیجه می‌رسند که ارتباط نزدیکی میان این زبان‌ها وجود ندارد. آن‌ها در ادامه با مقایسه این واژه‌ها و چند واژه از زبان کولی‌های ایران به نزدیکی بین این زبان و زبان هندی می‌رسند.
| فارسی  | لری                  | کولی      |
| ------ | -------------------- | --------- |
| پدر    | بوه (باوه)           | بون       |
| مادر   | دا (دالکه)           | دای       |
| برادر  | برار و گگه           | بیروی     |
| ارباب  | اررُ (اررویی)         | مانه سیوی |
| خانه   | مال (قِلا) حونه       | کُرم       |
| انسان  | ئائم                 | مانِس      |
| گراز   | وه راز (جیره، تاوئه) | نِرقین     |
| گاو    | گو                   | تیِرن      |
| اسب    | لارس                 | لارا      |
| گوسفند | چَپَش                  | وایگِل     |
| بز     | بز                   | لوتاوین   |
| بیمار  | به مارگی             | نیمجا     |
| شهر    | شَر                   | قلیتژا    |
| نان    | منن                  | مِنا       |
| گوشت   | .دویر.               | دایر      |
| دختر   | …دوور                | دخلاج     |

گورونی‌ها زبان خاص خود را رمزی می‌نامند و آن را برای ارتباط با افراد خودی به کار می‌گیرند. آن‌ها علاوه بر زبان خاص خود با زبان لری نیز آشنایی دارند. در واقع داد و ستد، رجوع کولی‌ها به دیگران برای دریافت کمک (به صورت نقدی و غیر نقدی) با استفاده از زبان لری امکان‌پذیر است. از آن گذشته زبان لری در حوزه‌های خاصی به عنوان زبان معیار مطرح می‌باشند و کولی‌ها به عنوان اقلیتی وابسته چاره‌ای جز فراگرفتن و تکلم به زبان‌های معیار لرستان از جمله لری، بختیاری، سیلاخوری، بالاگریوه‌ای و… در مناطق مختلف نداشته‌اند.
در زبان کولی‌ها نیز تمایز میان خود و دیگری (میان کولی‌ها و افراد غیر کولی) در قالب زبان دیده می‌شود. کولی‌ها برای انسان واژه مانس [manes] را به کار می‌برند و به افراد خودی مانس خوکیم [manesexokim] به معنی شخصی از خودمان و برای افراد غیر کولی همان واژه مانس [manes] به صورت عام و در پاره‌ای از موارد واژه سور [sor] را به کار می‌برند، آن‌ها واژه سور [sor] را درباره لرها نیز به کار می‌برند. به خدمت گرفتن واژگان متفاوت از سوی کولی‌ها و مردم عادی برای نامیدن خود و دیگری نشان تلاش زبان برای نمایش ذهنیت‌ها در مورد چگونگی رابطه بین خود و دیگری است.

### سوزمانی‌های کردستان
تا اواسط دوره قاجار، در سنندج و کرمانشاه، طوایفی به نام سوزمانی زندگی می‌کردند که برخی از آن‌ها کوچ و در روستاهای خانقین و حاج‌قره سکونت کردند.پراکندگی این قوم در شهر های سقز سنندج و قروه ( طایفه فیوج) وجود دارد اکثر مردم این قوم به تهران یا همدان مهاجرت کرده اند و آنهایی که ماندن به شغل کشاوزی و دامداری در روستا و در شهر ها مغازه داری و بعضی ها شغل های کاذب نیز دارند . ادعای شده که این طایفه‌ها عمدتاً به رقص و کامروایی می‌پرداخته‌اند.

### غربتی‌های استان مرکزی
در منطقه‌ای که به نام عراق عجم نامیده می‌شد، در همدان، ساوه و آشتیان گروهی از کولی‌ها به نام «غربت» سکونت داشتند. این کولی‌ها چادرنشین بودند و خود را «ایل فیوج» می‌نامیدند. آن‌ها برای گرفتن شناسنامه، ناچار شدند به کشاورزی بپردازند و در یک جا ساکن شوند. البته پنج ماه از سال را به این شکل می‌گذراندند و هفت ماه را دوره می‌گشتند. غربت‌ها دختر به اهل غیر قبیله نمی‌دادند، ولی از آن‌ها دختر می‌گرفتند.

### قره‌چی‌های آذربایجان
ژنرال سایکس در مورد کولی‌های ایران و آذربایجان نوشته‌است: «در تابستان ۱۹۰۰ برای تحقیق دربارهٔ کولی‌های جنوب شرقی ایران و تکمیل اطلاعات سینگلر به آنجا رفتم. تعیین نژاد و محل کولی‌های ایران بسیار دشوار است، چون در هر ناحیه‌ای نامی دارند، ولی کلاً آن‌ها را «فیوج» می‌نامند که ظاهراً کلمه‌ای عربی است. کولی‌های ایران با کولی‌های انگلستان تفاوت زیادی دارند و کارشان تهیه چرخ چوبی نخ‌ریسی و چوب وافور و فروش آنهاست. گاهی هم اسب و شتر و الاغ معامله می‌کنند و کلاً اخلاق پسندیده‌ای ندارند. مردهای آن‌ها با سایر مردان ایران فرقی ندارند، ولی طرز لباس پوشیدن زن‌ها به کلی با زنان دیگر فرق می‌کند و به همین دلیل به آن‌ها غربتی می‌گویند. فعلاً در ایران بیست هزار خانوار یا صد هزار کولی و در آذربایجان پنج هزار خانوار زندگی می‌کنند.»
در آذربایجان کولی‌ها را «قره‌چی» و «قراچی» یا «قاراچی» می‌نامیدند و در شهرها و روستاها پراکنده بودند. آن‌ها برخلاف عادت همیشگی‌شان از آوارگی دست برداشته و ساکن شده بودند، به‌طوری‌که در تبریز کوچه‌ای به نام «قره‌چیلر کوچه‌سی» (کوچه قره‌چی‌ها) وجود داشت که ساکنان آن، همه کولی بودند. این محل خوش‌نام نبود و اشخاص محترم به آن حدود نزدیک نمی‌شدند. «قره‌چی» ها غالباً به رقاصی و مطربی و کف‌بینی و بخت‌گشایی و غربیل‌سازی و سبدبافی مشغول بودند. مطرب‌های تبریز غالباً به این محله تعلق داشتند و در جشن‌ها و عروسی‌ها، زن‌ها یا پسران جوان کولی با لباس مردانه، به رقص و آواز و اجرای نمایش می‌پرداختند.
زن‌ها برای گدایی و کف‌بینی، دسته‌دسته به محله‌های دیگر شهر می‌رفتند و ضمن دزدیدن اشیای کوچک و فریب دادن زن‌های ساده‌لوح، کودکان آن‌ها را نیز می‌دزدیدند، به همین دلیل در میان مردم تبریز در مورد دزدی «قره‌چی» ها داستان‌های زیادی بر سر زبان‌ها بود و مادرها برای ترساندن کودکان خردسال به جای «لولو» و چیزهای ترسناک دیگر، بچه‌ها را از «قره‌چی» می‌ترساندند.
قره‌چی‌ها به ترکی حرف می‌زدند، اما در میان خود گویش عجیب و مخصوصی داشتند. این گویش شباهت عجیبی با سانسکریت و زبان‌های هند و پاکستان داشت. سر ویلیام اوزلی که در سال‌های ۱۸۱۰ و ۱۸۱۲، هنگامی که عباس میرزا ولیعهد در تبریز بود، در راه سفر خود به هند و ایران، سری هم به آذربایجان زد، بسیاری از لغاتی را که «قره‌چی» ها استفاده می‌کردند، ثبت کرد. او دربارهٔ «قره‌چی» ها می‌نویسد:
روزی در منزل کمپبل در آذربایجان بودم که چند نفر به نام «قره‌چی» که شباهت عجیبی به جیپسی‌های خودمان داشتند به آنجا آمدند که با زبان خاصی حرف می‌زد. می‌گویند که این طایفه مذهبی ندارند و همه عمر خود را به لهو و لعب و خوشگذرانی می‌گذرانند، به همین دلیل هم به جای خانه، زیر چادر زندگی می‌کنند و معاش خود را از دزدی‌هایی که از تخم‌مرغ و مرغ و لباس و وسایل مردم می‌کنند، می‌گذرانند و با مهارت عجیبی، کف‌بینی و پیشگویی می‌کنند. مردی که من با او ملاقات کردم صراحتاً گفت که بسیاری از افراد قبیله‌اش دین و ایمان ندارند و هیچ عبادتی نمی‌کنند، ولی خودش از این که مسلمان بود، خدا را شکر می‌کرد. در آن هنگام چند پیک از استانبول رسیدند و بلافاصله متوجه شدند که او جزو قبیله‌ای است که در کشور عثمانی به آن‌ها «چنیگانی» یا «چنگانه» می‌گویند. . آشپز کمپبل که مدتی را در انگلستان سپری کرده بود، گفت که اینها مثل جیپسی‌های ما هستند. من بسیار مشتاق بودم که چند لغت آن‌ها را بنویسم و ثبت کنم. در میان آن‌ها پسرک جوانی بود که با آن که سواد نداشت، اما کمک زیادی به من کرد.»

### کولی‌های خراسان
کولی‌ها در خراسان با نام غرشمال (قرشمال)، غربتی، غربت، جت، کاسب‌کار، فیوج، هندی یا دوربی نامیده می‌شوند و در مناطق مختلف خراسان پراکنده هستند. در سبزوار کوچه‌ای به نام کوچهٔ غروشمارها، در بجنورد محله‌ای به نام بربرقله غربتی‌ها، در نیشابور کوچهٔ غربت‌ها، در تربت حیدریه محله‌ای به نام تپه غربت‌ها محل تجمع و اقامت آن‌ها است. در منطقۀ تربت جام به آنها جت و کاسب‌کار هم گفته می‌شود و محلی به نام کوچه جت‌ها و یا کوچه کاسب‌ها هم وجود دارد. بیشتر مشاغل فنی و آهنگری سفالگری، چوب‌بری والیته موسیقی مهارت دارند. هستۀ اصلی موسیقی تربت جام را جت‌ها یا کولی‌ها تشکیل می‌دهند.